# Ytri-Bjarghóll
Ytri-Bjarghóll är en kulle i republiken Island. Den ligger i regionen Norðurland eystra, 290 km nordost om huvudstaden Reykjavík. Toppen på Ytri-Bjarghóll är 586 meter över havet.
Trakten runt Ytri-Bjarghóll är nära nog obefolkad, med mindre än två invånare per kvadratkilometer. Närmaste större samhälle är Reykjahlíð, nära Ytri-Bjarghóll. Trakten runt Ytri-Bjarghóll består i huvudsak av gräsmarker.